# انقراض (فلم 2018)
انقراض هو فيلم خيال علمي أمريكي، صدر في 26 يناير 2018. من إخراج بن يونغ وكتابة سبنسر كوهين، واريك هيسيرر وبراد كين.
الفيلم من بطولة ليزي كابلان، ومايكل بينا، ومايك كولتر، وليلي أسبل، وإيما بوث، وإسرائيل بروسارد. وهو أول فيلم من إنتاج مانديفيل فيلمز سيتم توزيعه تحت العلامة التجارية يونيفرسال ستوديوز.

## القصة
رجل يراوده كابوس متكرر بفقدان عائلته، وينقلب كابوسه إلى واقع عندما تقوم قوى غاشمة بغزو الكوكب، أسلوبها هو التعامل بوحشية والتدمير. وبينما يقاتل البشر من أجل الحفاظ على حيواتهم، يدرك الرجل قوة مجهولة من شأنها الحفاظ على عائلته آمنة. 

## روابط خارجية
- مقالات تستعمل روابط فنية بلا صلة مع ويكي بيانات